# Bannockburn (Estados Unidos)
Bannockburn es una villa ubicada en el condado de Lake en el estado estadounidense de Illinois. En el Censo de 2010 tenía una población de 1583 habitantes y una densidad poblacional de 299,46 personas por km².

## Geografía
Bannockburn se encuentra ubicada en las coordenadas 42°11′32″N 87°52′11″O / 42.19222, -87.86972. Según la Oficina del Censo de los Estados Unidos, Bannockburn tiene una superficie total de 5.29 km², de la cual 5.23 km² corresponden a tierra firme y (1.13%) 0.06 km² es agua.

## Demografía
Según el censo de 2010, había 1583 personas residiendo en Bannockburn. La densidad de población era de 299,46 hab./km². De los 1583 habitantes, Bannockburn estaba compuesto por el 76.56% blancos, el 6.13% eran afroamericanos, el 0.32% eran amerindios, el 13.83% eran asiáticos, el 0.06% eran isleños del Pacífico, el 0.88% eran de otras razas y el 2.21% pertenecían a dos o más razas. Del total de la población el 3.35% eran hispanos o latinos de cualquier raza.